# Choristenes
Choristenes là một chi bướm đêm thuộc phân họ Tortricinae của họ Tortricidae.

## Các loài
- Choristenes melitoptila (Meyrick, 1938)